# Sebestyén Mihály (történész)
Sebestyén Mihály (Marosvásárhely, 1947. május 24. –) erdélyi művelődéstörténész, író, könyvtáros, Spielmann József fia.

## Életpályája
Középiskoláit szülővárosában végezte, 1965-ben érettségizett. 1970-ben a Babeș–Bolyai Tudományegyetem történettudományi karán szerzett egyetemi oklevelet. Előbb Bukarestben a televízió magyar adásának szerkesztője, 1972-től a marosvásárhelyi Teleki–Bolyai Könyvtár munkatársa, majd osztályvezetője. 1991–1997 között a Szentgyörgyi István Színművészeti Főiskola (majd Színházművészeti Egyetem), 1992–2001 között a kolozsvári Babeș–Bolyai Tudományegyetem meghívott előadója, 2002–2005 között a Sapientia Erdélyi Magyar Tudományegyetem kommunikáció szakán tanított.

## Munkássága
Kutatási területei: könyv-, könyvtár- és írástörténet, Erdély újkora, a 20. századi Marosvásárhely, az erdélyi zsidóság története. Tanulmányai, cikkei jelentek meg az Utunk, Helikon, Korunk, Művelődés, Látó, Erdélyi Múzeum, Libraria (Marosvásárhely), Magyar Könyvszemle, Múlt és Jövő, Holmi, A Hét, Altera, Biblioteca şi Cercetarea (Kolozsvár), TETT, Studia Iudaica, Romániai Magyar Szó, Új Magyar Szó, Krónika, Népújság, Vásárhelyi Hírlap hasábjain.
Novelláit közölték a következő antológiák: Erdélyi Dekameron (Marosvásárhely 1994, 1996); Győzni humorral (Stockholm–Budapest, 1996); Erdélyi szép szó (Csíkszereda 2000, 2001, 2002, 2003, 2004, 2005, 2006, 2007); Volt jövőnkre nézve (Marosvásárhely, 2001); Lassított lónézés (Erdélyi magyar elbeszélők 1918–2000) (Kolozsvár, 2002); Újabb erdélyi elbeszélők (Budapest 2005); Székelyföld Évkönyv 2008 (Csíkszereda 2007).
Tagja az Altera című marosvásárhelyi folyóirat szerkesztőbizottságának, külső szerkesztője a Mentor Kiadónak (társszerkesztője Erdély emlékezete sorozatának), elnöke a kolozsvári Heltai Gáspár Könyvtári Alapítvány kuratóriumának, tagja az Aranka György Alapítvány és a Teleki Téka Alapítvány kuratóriumának.
Munkatársa volt Kövi Pál Erdélyi lakoma című kötetének (Bukarest, 1980).

### Fontosabb tanulmányai
Gyűjteményes kötetekben megjelent tanulmányai:
- A 16. századi nyomtatványok feltárása a marosvásárhelyi Teleki–Bolyai Könyvtárban (in: Magyar Könyvtárosok III. Szakmai Találkozója. Budapest, 1992. augusztus 16–18. Budapest, 1992)
- Antalffy Endre, avagy Marosvásárhely színeváltozása. 1918–1919 (in: Marosvásárhely történetéből. I. Mv., 1999)
- Ifjabb Kemény János temetése 1701-ben (in: Emlékkönyv Imreh István 80. születésnapjára. Kolozsvár, 1999)
- Egy soha meg nem valósult országgyűlési elaborátum: Obinio de Judaeis (in: Kötődések Erdélyhez. Tatabánya, 1999)
- Benkő József, Köteles Sámuel (in: Erdélyi Panteon. II. Mv., 1999)
- Báró Kemény János (in: Erdélyi Panteon. III. Uo. 2001)
- 275 éve született Mátyus István (Emlékülés Kibéden, 2000. júl. 15–16-án. Székelyudvarhely, 2001)
- Másnap. Adalékok Bernády György 1919–1920-as pályaképéhez (in: A Maros megyei magyarság történetéből. 2. 2002)
- A sárospataki(-gyulafehérvári) Református Kollégium Marosvásárhelyen őrzött könyvei (in: Emlékkönyv a Teleki Téka alapításának 200. évfordulójára. Uo. 2002)
- Oktatási állapotok Marosvásárhelyen a két Bolyai korában (in: A tér úttörője. Bolyai János emlékév. 2003)
- Nagyenyedi könyvek a Teleki–Bolyai Könyvtárban (in: Könyves műveltség Erdélyben. 2006)
- Túlélni a történelmet (in: Mint oldott kéve. Barangolások a szórványvilágban (Stockholm–Budapest, 2006)
- A marosvásárhelyi Református Kollégium tanári kara 1849–1943 (in: Marosvásárhely történetéből. 2. Marosvásárhely, 2007)
- Dr. Spielmann József egyetemi tanár, az orvostudományok doktora, orvostörténész (tanulmány és életműbibliográfia, (in: A gyógyítás múltjából. Emlékkönyv Spielmann József születésének 90. évfordulójára. Marosvásárhely, 2008)
- Marosvásárhely keletén (A Bethlen Gábor Szabadkőműves Páholy Anyakönyve), (in: Marosvásárhely történetéből 3., 2013)

### Könyvei

#### Önálló történelmi tárgyú művek, tanulmánykötetek
- Erdélyi fejedelmek (Marosvásárhely, 1992; újrakiadás uo. 1994)
- Múlt és múlt – Régen volt emberek ügyes-bajos dolgairól és jószágairól (uo. 1995)
- Nyúlgát az idő ellen. Az erdélyi zsidóság történetéhez (tanulmányok, esszék, cikkek, uo. 2000)
- Catalogus librorum sedecimo saeculo impressorum Bibliothecae Teleki–Bolyai Novum Forum Siculorum. I–II. (uo. 2001)
- Csütörtöki kimenő. Önarckép a közügyekről (Csíkszereda, 2004)
- A marosvásárhelyi Evangélikus Református Kollégium történetéből. 1895–1944 (Mv. 2007)

#### Novelláskötetek
- Napfogyatkozás az Egyetem utcában (novellák, Mv., 1994)
- Nosztalgia-túra Dél-Paranoiában (Buk.–Kv., 1997)
- Rencz Dezső jégmauzóleuma (novellák, Mv., 2002)
- A város megérintése (novellák, elbeszélések, uo. 2005)
- Túlélő készlet. Kelet-európai viccek. 1971–89 (Sebestyén Andrással, uo. 2005)
- Karsztvidék (novellák, Kv., 2006)
- Rubinháza jeles napjaiból; Mentor, Marosvásárhely, 2009
- Midway-szigetek. Kortöredékek; Mentor, Marosvásárhely, 2013
- Penelopé ruhája. Fejezetek az erdélyi zsidóság történetéből. Tanulmányok, esszék; Mentor, Marosvásárhely, 2016
- Életérzések példatára. Novellák; Lector, Marosvásárhely, 2016
- Európa magánföldrajza. Novellák; Mentor Könyvek, Marosvásárhely, 2020

#### Előszóval látta el
- Vécsei Zoltán A balavásári szüret (Mv., 1996)
- Tolnai Lajos A sötét világ (uo., 2004)
- Csepreghy András és Csepreghy Henrik Üdvözlet Marosvásárhelyről (uo., 2002)
- Dicsőszentmárton régi arca (uo., 2005)

Részt vett az Izvoare, mărturii referitoare la evreii din România. 1–2. (Bukarest 1988, 1990) kiadásában.

### Szerkesztései
Gondozásában, szerkesztésében megjelent kötetek:
- Bethlen Gábor levelei (Bukarest, 1980 = Téka)
- Binder Pál: Az erdélyi fejedelemség román diplomatái (Marosvásárhely, 1996)
- Pál-Antal Sándor: A marosvásárhelyi utcák, közök és terek történeti névtára. (Bukarest–Kolozsvár, 1997)
- Szabó Miklós–Szögi László: Erdélyi peregrinusok (Bukarest–Kolozsvár, 1998)
- Kinizsi István: A „Sánta huszár” naplója. Történelmi emlékek az 1848–49-es magyar szabadságharc katonáinak emigrációs életéből (Bukarest–Kolozsvár, 1999)
- Siemers Ilona: Wass-kor (Bukarest–Kolozsvár, 1999)
- Emlékkönyv a Teleki Téka alapításának 200. évfordulójára. 1802–2002 (Bukarest–Kolozsvár, 2002)
- Tüdős S. Kinga: Erdélyi testamentumok. I–III. (Bukarest–Kolozsvár, 2003–2008)
- A marosvásárhelyi ev. Református Kollégium történetéből. 1895–1944 (Bukarest–Kolozsvár, 2006)
- Tófalvi Zoltán: 1956 erdélyi mártírjai. I–II. (Bukarest–Kolozsvár, 2007)
- Madaras Piroska: A marosvásárhelyi Evang. Reform. Kollégium – Bolyai Farkas Líceum története. 1944–1990 (Bukarest–Kolozsvár, 2008)
- A gyógyítás múltjából (társszerkesztők Péter Mihály, Péter H. Mária és Szilágyi Marietta, Bukarest–Kolozsvár, 2008)
- Bölöni Farkas Sándor: Utazás Nyugat-Európában. Naplótöredék; Mentor, Marosvásárhely, 2008 (Erdélyi ritkaságok sorozat)
- Időtár; összeáll. Sebestyén Mihály; Mentor, Marosvásárhely, 2009– (Erdély emlékezete)
- Marosszéki krónikák; vál., sajtó alá rend. Sebestyén Mihály; Mentor, Marosvásárhely, 2010 (Erdélyi ritkaságok sorozat)
- Szilágyi Sándor: Hanyatló Erdély. Történelmi tanulmányok és arcképek a 17. és 18. századból; vál., előszó, jegyz. Sebestyén Mihály; Mentor, Marosvásárhely, 2013 (Erdélyi ritkaságok sorozat)
- Kézdiszentléleki Kozma Katinka: Csalódások könyve. Napló, 1863. december–1865. április; sajtó alá rend., bev., jegyz. Sebestyén Mihály; Bookart, Csíkszereda, 2012
- Bánffi Dienes elárultatása. Levelek, okiratok, korabeli vallomások; vál., előszó, jegyz. Sebestyén Mihály; Mentor, Marosvásárhely, 2012 (Erdélyi ritkaságok sorozat)

## Szakmai elismerései
- Mikes Kelemen Kör (Hollandia) életműdíja (1994)
- Látó-nívódíj (1996, 2001, 2005)
- EMKE Monoki István-díja (2004)